# Coracina pectoralis
El oruguero pechiblanco (Coracina pectoralis) es una especie de ave paseriforme en la familia Campephagidae.
Se lo encuentra en Angola, Benín, Botsuana, Burkina Faso, Burundi, Camerún, República Centroafricana, República Democrática del Congo, Costa de Marfil, Etiopía, Gambia, Ghana, Guinea, Guinea-Bissau, Kenia, Malawi, Mali, Mauritania, Mozambique, Namibia, Nigeria, Ruanda, Senegal, Sierra Leona, Sudáfrica, Sudán, Suazilandia, Tanzania, Togo, Uganda, Zambia, y Zimbabue.
Sus hábitats naturales son los bosques secos subtropicales o tropicales y la sabana seca.